# 哈藏沟口（东西）墓地
哈藏沟口（东西）墓地，位于中国青海省海晏县金滩乡幸福村，为青海省市县级文物保护单位，公布日期为1988年5月19日，类型为古墓葬。
哈藏沟口（东西）墓地的历史年代为唐汪式、卡约文化。